# Shari Springer Berman
Shari Springer Berman (* 13. Juli 1963 in New York City) ist eine US-amerikanische Filmregisseurin und Drehbuchautorin.

## Leben
Berman absolvierte ein Studium an der Wesleyan University und studierte im Bereich Film an der Columbia University. 1994 heiratete sie Robert Pulcini und seither ist ihre jeweilige Film- und Fernsehkarriere eng miteinander verbunden. Berman und Pulcini führen gemeinsam Regie und verfassen auch zusammen die Drehbücher. Pulcini ist zudem häufig für den Schnitt der gemeinsamen Projekte verantwortlich.
In den ersten Jahren waren sie im Bereich der Dokumentation tätig, 2003 inszenierten die beiden American Splendor, ihren ersten Spielfilm. Für das Drehbuch wurden die beiden 2004 in der Kategorie Bestes adaptiertes Drehbuch für den Oscar nominiert und mit mehreren Filmpreisen geehrt.
Weitere gemeinsame Filmprojekte folgten.

## Filmografie (Auswahl)
- 2003: American Splendor
- 2006: Wanderlust
- 2007: Nanny Diaries
- 2010: Der letzte Gentleman (The Extra Man)
- 2011: Cinema Verite – Das wahre Leben (Cinema Verite)
- 2012: There Is No Place Like Home – Nichts wie weg aus Ocean City (Girl Most Likely)
- 2015: New York Saints (Ten Thousand Saints)
- 2021: Things Heard & Seen
- 2022: Fleishman is in Trouble (Miniserie, 4 Folgen)

## Auszeichnungen (Auswahl)
- 2003: Boston Society of Film Critics: Boston Society of Film Critics Award für das beste Drehbuch
- 2003: Los Angeles Film Critics Association Awards: Bestes Drehbuch
- 2003: New York Film Critics Circle Award: Bestes Erstlingswerk
- 2003: Online Film Critics Society Award: Bester Newcomer – Filmemacher
- 2003: Sundance Film Festival:  Großer Preis der Jury – Bester Spielfilm
- 2004: Chlotrudis Award: Bestes adaptiertes Drehbuch
- 2004: National Society of Film Critics: Bester Film
- 2004: National Society of Film Critics: Bestes Drehbuch